# Esperanza Galván
María Esperanza Galván Gracia es una abogada, socióloga y política de Ecuador. Fue asambleísta de la provincia de Esmeraldas por el movimiento oficialista Alianza PAIS, hasta su encarcelamiento en mayo de 2015.

## Vida política
Galván fue elegida asambleísta por la provincia de Esmeraldas en las elecciones legislativas de 2013 por Alianza PAIS. Durante su tiempo como legisladora formó parte de la Comisión de Desarrollo Económico de la Asamblea Nacional.
Fue una de los 7 asambleístas en votar en contra de la Ley de Creación del Cantón La Concordia (que fue aprobada por 110 votos contra 7), al considerar que el cantón debía pertenecer a la provincia de Esmeraldas y no a la provincia de Santo Domingo de los Tsáchilas.
Su hermana, Nubia Galván, fue candidata para la alcaldía de Esmeraldas en las elecciones seccionales de 2014, por el partido Avanza.

### Denuncia por corrupción
El 24 de mayo de 2015, el presidente Rafael Correa anunció durante su informe a la nación que se realizaría una denuncia sobre un caso de corrupción cometido por parte de un miembro del movimiento oficialista. El fiscal General del Estado, Galo Chiriboga, reveló en horas posteriores que la acusada era Esperanza Galván, quien fue detenida el mismo día al salir de la Asamblea Nacional.
En la denuncia se reveló que Galván habría exigido un monto de $800.000 para viabilizar un contrato luego de que la empresa de Agua Potable de Esmeraldas se declarara en emergencia. Además de Galván fueron detenidos dos implicados más, entre ellos el exgerente de la empresa de Agua Potable de Esmeraldas y que también pertenecía al movimiento oficialista. Al día siguiente, la Comisión de Ética de Alianza PAIS expulsó a Galván del movimiento.
El 24 de noviembre de 2015, Esperanza Galván fue declarada culpable del delito de cohecho y sentenciada por la Corte Nacional de Justicia a tres años de prisión.